# گوگل مون
گوگل مون یا گوگل ماه (به انگلیسی: Google Moon) یک سرویس مانند گوگل مپ است که تصاویر ماهواره‌ای گرفته شده از ماه را نشان می‌دهد. این سرویس در تاریخ ۲۰ ژوئیه ۲۰۰۵ (۳۶امین سالگرد فرود آپولو ۱۱ در ماه) توسط گوگل راه‌اندازی شد. محل فرود هر یک از ماموریت‌های آپولو بر روی تصاویر ماهواره‌ای نشان داده شده است و در صورتی که کاربر زوم کند، اطلاعات بیشتری نشان داده می‌شود.

یکی از کاوشگران ماه در گوگل مون مشاهده شده است